# Masamitsu Ichiguchi
Masamitsu Ichiguchi (né le 12 janvier 1940 à Osaka) est un lutteur japonais spécialiste de la lutte gréco-romaine. ors des Jeux olympiques d'été de 1964, qui se déroulent à domicile, il remporte la médaille d'or dans la catégorie des poids coq (52 kg -57 kg).

## Palmarès

### Jeux olympiques
- Jeux olympiques de 1964 à Tokyo,  Japon
  -  Médaille d'or